# Vill du från syndernas börda bli fri?
Vill du från syndernas börda bli fri? är en sång från 1899 med text och musik av Lewis E. Jones. Elias Hane översatte år 1911 sången till svenska.

## Publicerad i
- Samlingstoner 1919 som nr 49 under rubriken "Väckelsesånger".
- Fridstoner 1926 som nr 131 under rubriken "Frälsnings- och helgelsesånger"
- Frälsningsarméns sångbok 1929 som nr 139 under rubriken "Helgelse - Helgelsens verk".
- Musik till Frälsningsarméns sångbok 1930 som nr 139.
- Segertoner 1930 som nr 23 under rubriken "Jesu lidande och död. Blodet. Försoningen."
- Segertoner 1960 som nr 23.
- Frälsningsarméns sångbok 1968 som nr 225 under rubriken "Helgelse".
- Psalmer och Sånger 1987 som nr 615 under rubriken "Att leva av tro - Skuld - förlåtelse".[2]
- Segertoner 1988 som nr 506 under rubriken "Att leva av tro - Kallelse - inbjudan".[1]
- Frälsningsarméns sångbok 1990 som nr 377 under rubriken "Frälsning".
- Sångboken 1998 som nr 145.